# Scytodes gertschi
Scytodes gertschi là một loài nhện trong họ Scytodidae.
Loài này thuộc chi Scytodes. Scytodes gertschi được Carlos E. Valerio miêu tả năm 1981.